# Jan Vytrval
Jan Vytrval (* 8. Mai 1998 in Jilemnice) ist ein tschechischer Nordischer Kombinierer.

## Werdegang
Vytrval, der für ASO Dukla Liberec startet, debütierte beim Europäischen Olympischen Winter-Jugendfestival 2015 in Tschagguns bei einem größeren internationalen Jugendwettbewerb. Während er sowohl im Sprint als auch im Gundersen Einzel Plätze im erlief, verpasste er gemeinsam mit František Slavik, David Zemek und Ondřej Pažout beim Team-Gundersen als Vierter nur knapp die Medaillenränge. Am 12. Dezember 2015 gab Vytrval im US-amerikanischen Soldier Hollow sein Debüt im Continental Cup der Nordischen Kombination, beidem er den 25. Platz im Gundersen-Wettkampf erreichte. Mitte Januar 2016 gewann er zwei Jugendwettkämpfe in Harrachov. Bei den Nordischen Junioren-Skiweltmeisterschaften 2016 im rumänischen Râșnov nahm er an zwei Wettbewerben teil und erreichte im Gundersen-Wettkampf von der Normalschanze mit einer sich daran anschließenden Sprint-Langlaufdistanz über fünf Kilometer als 17. sein bestes Resultat.
Bei seinem Debüt im Grand Prix 2016 gewann er in Oberwiesenthal direkt seinen ersten Punkt. Nachdem er auch in Oberstdorf die Punkteränge erreicht hatte, belegte er in der Sommerwertung den 42. Platz. Für das Weltcup-Wochenende Anfang Dezember 2016 in Lillehammer wurde Vytrval erstmals in den tschechischen Kader berufen. Beim 4×5-km-Staffelwettbewerb vom Lysgårdsbakken wurde er zusammen mit Miroslav Dvořák, Tomáš Portyk und Ondřej Pažout Siebter. Zwei Tage später verfehlte er bei seinem ersten Gundersen Einzel im Weltcup deutlich die Punkteränge. Erfolgreicher verliefen die Junioren-Weltmeisterschaften 2017 in Park Ciy mit dem Gewinn der Bronzemedaille im Teamwettbewerb gemeinsam mit Ondřej Pažout, David Zemek und Lukáš Daněk. Im Gundersen Einzel wurde er Zwölfter, im Sprint reichte es zum 16. Rang. Bei seinem einzigen Auftritt im Continental Cup 2016/17 in Eisenerz platzierte er sich beides Mal unter den besten Dreißig. Trotz diesen durchwachsenen Leistungen war Vytrval Teil des tschechischen Teams bei den Nordischen Skiweltmeisterschaften 2017 im finnischen Lahti. Dort wurde er im Team mit Miroslav Dvořák, Tomáš Portyk und Ondřej Pažout Elfter und erreichte im Gundersen-Wettkampf von der Normalschanze den 48. Rang. Für die beiden anderen Titelkämpfe wurde er nicht nominiert.
Seine stärksten Junioren-Skiweltmeisterschaften absolvierte er 2018 in Kandersteg, wo er im Einzel über die Sprintdistanz die Bronzemedaille hinter Vid Vrhovnik und Dominik Terzer gewinnen konnte. Zuvor wurde er bereits Fünfter im Gundersen Einzel über zehn Kilometer sowie Vierter mit der Staffel. Diese Leistung bestätigte er eine Woche später im Continental Cup, als er in Eisenerz als Zehnter und Fünfter seine ersten Top-10-Platzierungen im Continental Cup erringen konnte. Zum Saisonende im März nahm er daher an den Wettbewerben der letzten vier Weltcup-Stationen teil, konnte allerdings keine Weltcup-Punkte sammeln. Diese erzielte er erstmals am 23. Dezember 2018 in der Ramsau. Mit weiteren Punkten in Val di Fiemme belegte er den 63. Platz in der Weltcup-Gesamtwertung 2018/19. Bei den Nordischen Skiweltmeisterschaften 2019 in Seefeld belegte Vytrval in den Einzelwettbewerben nur die hinteren Ränge. Auch im Teamsprint als Zehnter sowie in der Staffel als Neunter blieb er weit hinter der Spitze zurück.
Mit guten Ergebnissen im Grand Prix 2019, als er unter anderem Zehnter beim abschließenden Wettbewerb in Planica wurde, konnte Vytrval auf sich aufmerksam machen. In der Gesamtwertung spiegelte sich sein guter Sommer mit dem 18. Rang und 84 Punkten wieder. Dennoch startete er erst Mitte Dezember beim Continental-Cup-Wettbewerb in Park City in den Winter. Dort lief er dreimal unter die besten Zehn und bestätigte dies bei weiteren Continental-Cup-Teilnahmen in dieser Saison. Daher nahm er vereinzelt auch an Weltcup-Rennen teil, wo er meist knapp die Punkteränge verpasste, immerhin jedoch vier Punkte erlaufen konnte. Letztlich belegte er den dreizehnten Rang in der Gesamtwertung des Continental Cups sowie den 51. Platz in der des Weltcups.

## Statistik

### Platzierungen bei Weltmeisterschaften
| Jahr und Ort    | Wettbewerb   | Wettbewerb   | Wettbewerb | Wettbewerb |
| Jahr und Ort    | Gundersen NS | Gundersen GS | Team       | Teamsprint |
| --------------- | ------------ | ------------ | ---------- | ---------- |
| 2017 Lathi      | 48.          | —            | 11.        | —          |
| 2019 Seefeld    | 37.          | 36.          | 09.        | 10.        |
| 2021 Oberstdorf | 27.          | 22.          | 08.        | 07.        |
| 2023 Planica    | 25.          | 27.          | 09.        | —          |

### Weltcup-Platzierungen
| Saison  | Platz | Punkte |
| ------- | ----- | ------ |
| 2018/19 | 63.   | 005    |
| 2019/20 | 51.   | 004    |
| 2020/21 | 44.   | 016    |
| 2021/22 | 41.   | 033    |
| 2022/23 | 63.   | 002    |

### Grand-Prix-Platzierungen
| Saison | Platz | Punkte |
| ------ | ----- | ------ |
| 2016   | 42.   | 005    |
| 2017   | 64.   | 002    |
| 2018   | 42.   | 017    |
| 2019   | 18.   | 084    |
| 2022   | 36.   | 014    |

### Continental-Cup-Platzierungen
| Saison  | Platz | Punkte |
| ------- | ----- | ------ |
| 2015/16 | 87.   | 008    |
| 2016/17 | 79.   | 017    |
| 2017/18 | 53.   | 071    |
| 2019/20 | 13.   | 286    |